# Kanton La Garde
Der Kanton La Garde ist seit 1997 ein französischer Wahlkreis im Arrondissement Toulon, im Département Var und in der Region Provence-Alpes-Côte d’Azur; Hauptort ist die Gemeinde La Garde.

## Gemeinden
Der Kanton besteht aus drei Gemeinden mit insgesamt 46.310 Einwohnern (Stand: 1. Januar 2022) auf einer Gesamtfläche von 39,99 km²:
| Gemeinde        | Einwohner 1. Januar 2022 | Fläche km² | Dichte Einw./km² | Code INSEE | Postleitzahl |
| --------------- | ------------------------ | ---------- | ---------------- | ---------- | ------------ |
| Carqueiranne    | 9.412                    | 14,48      | 650              | 83034      | 83320        |
| La Garde        | 26.316                   | 15,54      | 1.693            | 83062      | 83130        |
| Le Pradet       | 10.582                   | 9,97       | 1.061            | 83098      | 83220        |
| Kanton La Garde | 46.310                   | 39,99      | 1.158            | 8306       | –            |

Bis zur Neuordnung gehörten zum Kanton La Garde die zwei Gemeinden La Garde und Le Pradet. Sein Zuschnitt entsprach einer Fläche von 25,51 km2. Er besaß vor 2015 einen anderen INSEE-Code als heute, nämlich 8342.